# Liste von Filmzeitschriften
Die Liste von Filmzeitschriften gibt einen Überblick über Filmzeitschriften in den einzelnen Sprachen und Ländern. Unterschieden wird dabei jeweils zwischen gegenwärtig erscheinenden und bereits eingestellten Zeitschriften.

## Deutschsprachiger Raum

### Deutschland

#### Laufende
- 35 Millimeter – Das Retro-Film-Magazin
- BlackBox
- Blickpunkt:Film
- BNA Germany (seit 2010, Magazin über das indische Kino)
- Cargo (seit 2009)
- ca:st – das Schauspieler-Magazin
- Cinearte (seit 2003)
- Cinema (seit 1975)
- Cinema Musica
- Deadline (Filmzeitschrift) (seit 2006, spezialisiert auf Abseitiges & Transgressives)
- Digital Production (seit 1996, wendet sich an Kreative in der CGI-Branche)
- epd Film (seit 1948, bis 1983 unter dem Titel Evangelischer Filmbeobachter)
- Filmdienst (seit 1947)
- Film & TV Kamera (seit 1951, bis 2017 unter dem Titel Film & TV Kameramann)
- Film-Konzepte (seit 2006)
- Filmprogramm (seit 1978)
- Filmstart (seit 2006)
- Frauen und Film (seit 1974)
- Kinemalismus
- Kino&Co (seit 2003, kostenlose Filmzeitschrift in Kinos)
- Kulleraugen. Visuelle Kommunikation (seit 1977)
- montage AV (seit 1992)
- Moviestar (seit 1993)
- Nautilus – Abenteuer & Phantastik (seit 1993, Fantasyfilm-Magazin)
- Neon Zombie – Das Magazin für phantastisches Kino und filmische Popkultur! (seit 2013, spezialisiert auf Phantastik, bis 2018 unter dem Titel Der Zombie)
- Professional production
- Revolver (seit 1998)
- Screenshot (seit 1997)
- Shomingeki
- SigiGötz
- Sissy (seit 2009)
- Treffpunkt Kino
- Ulysses (seit 2000)
- VIRUS (seit 2004)
- X-Rated (seit 1995, spezialisiert auf Horrorfilme)

#### Ehemalige
- Der Film. Zeitschrift für die Gesamtinteressen der Kinematographie (1916–1943)
- Filmwelt. Das Film-Magazin (Weimarer Republik, Berlin, Scherl-Verlag)[1]
- DVD Vision
- DVD Spezial
- FILM Filmkunst-Verlag München; 1963–1964
- film, Velber bei Hannover; 1965–1969
- Fernsehen + Film (1970–1971), Velber bei Hannover; (1970–71)
- Film unserer Zeit (vor 1968 und später)
- Filmblätter (1948–1969)
- Filmecho/Filmwoche (1947 bis 2020 unter verschiedenen Titeln)
- Filmfaust (1976–1996)
- filmforum (1996–2001)
- Filmkritik (1957–1984)
- Film Revue (1947–1963; wird 1963–1967 in die Freundin integriert)
- Filmspiegel (DDR, 1955–1990)
- Film und Frau (1948–1969)
- filmwärts (1986–1995)
- frame 25 (1997–2000)
- Gdinetmao (1987–2009)
- Gory News (Vorgänger von Deadline) ?2000?–2006
- Illustrierter Filmkurier (1919–1945)
- Jump Cut Magazin (1998–2009)
- Kinohit (1989–1990)
- Lichtbild-Bühne (1908–1940)
- Nachtblende (1992–1999)
- Neue Filmwelt (DDR, 1947–1953)
- Recherche Film und Fernsehen (2007–2010)
- Schnitt (1995–2012)
- SFT (2004–2020)
- Splatting Image (1989–2013)
- steady cam (1982–2007)
- Vampir (1972–1982)
- Widescreen (2002–2020)
- Zoom – Das Magazin der Filmemacher (2009–2014)

### Österreich

#### Laufende
(die folgende Liste ist nach dem Erscheinungsjahr sortiert)
- Die Bühne (1924–1938 wöchentlich / seit 1958 monatlich)
- SKIP – Das Kinomagazin (seit 1983, monatlich)
- Celluloid (seit 2000, monatlich)
- Ray (seit 2001, monatlich)
- FLIM – Zeitschrift für Filmkultur (seit 2006, monatlich)

#### Ehemalige
Die folgenden Listen sind nach der Periodizität und dem Erscheinungsjahr der Zeitschriften sortiert. Die Stummfilmzeit (bis etwa 1928) ist in dieser Liste vermutlich (nach aktuellem Forschungsstand) vollständig abgedeckt, für die Zeit danach ist die Liste stark lückenhaft.
wöchentlich erscheinende Filmzeitschriften:
- Kinematographische Rundschau (1907–1917)
- Österreichischer Komet (1908–1920)
- Rády-Maller-Revue (1910–1912)
- Lichtbild-Theater (1911–1914)
- Mitteilungen der österreichisch-ungarischen Kino-Industrie (1911–1912)
- Das Welttheater (1912)
- Dramagraph-Woche (1912–1913)
- Die Filmwoche (1913–1918)
- Paimann’s Filmlisten (1916–1938 / 1945–1965)
- Der Kinobesitzer (1917–1919)
- Neue Kino-Rundschau (1917–1922)
- Der Filmbote (1918–1926)
- Neue Filmwoche (1919)
- Die Kinowoche (1919–1921)
- Die Filmwelt (1919–1925)
- Das Kino-Journal (1919–1939)
- Der neue Film (1920–1921)
- Wiener Film-Post (1923)
- Wiener Film-Ring (1923)
- Wiener Kino (1923–1925)
- Film-Echo (1924)
- Der Kinofreund (1924)
- Die Moderne Kinopost (1925–1926)
- Mein Film (1926–1938 / 1945–1957)
- Österreichische Film-Zeitung (1927–1938)
- Film im Bild (1928)

wöchentlich als Beilagen anderer Zeitschriften erscheinende Filmzeitschriften:
- Beilage der Theater- und Kinowoche (1919)
- Die Filmpause (Beilage der Pause, 1919–1931)
- Filmbeilage der Komödie (1920–1924)
- Die Filmbühne (Beilage der Bühne, 1924–1925)
- Filmbeilage der Bühnenwelt (1924–1925)
- Bettauers Filmrevue (Beilage von Bettauers Wochenschrift, 1927)

monatlich bis vierteljährlich erscheinende Filmzeitschriften:
- Der Wiener Eisbär (1919–1920)
- Das Bild (1924–1930)
- Europa Filmproduktion und Filmexport (1924–1928)
- Blimp (1985–2000)

Jahrbücher:
- Kinematographisches Jahrbuch des Filmboten (1921–1926)
- Kinematographisches Jahrbuch der Österr. Film-Zeitung (1927–1938)
- Filmwelt-Almanach (1921–1924)
- Das Jahrbuch der Wiener Gesellschaft (1929)

Periodizität unbekannt oder unregelmäßig:
- Wiener Kino-Revue (1911)
- Kino-Bibliothek (unregelmäßig, 1922–?)
- Kinoprogramme (1923–1924)
- Filmschrift (etwa Anfang der 80er)
- Film-Bücherei (unregelmäßig, 1925–1926)

### Schweiz

#### Laufende
- Filmbulletin – Zeitschrift für Film und Kino (Schweiz, gegründet 1959, bis 2015 unter dem Titel „Filmbulletin – Kino in Augenhöhe“)
- Cinema (Schweiz, seit 1955)

#### Ehemalige
- Filmfront (1978–1988)
- Zoom (zwischen 1973 und 1999)

- Schweizer Filmzeitung (zwischen 1938 und 1953 herausgegeben von Ernest Berner)

- Jump Cut Magazin (bis 2008)

- Negativ (bis 2017)

### Online-Zeitschriften
- allesfilm.com
- artechock
- Apparatus. Film, Medien und digitale Kulturen in Mittel- und Osteuropa
- critic.de
- F.LM – Texte zum Film
- filmgazette – ein Partnerprojekt der Filmzentrale
- Filmstarts
- Filmzentrale
- Groarr.ch – Filmmagazin
- manycinemas – ein englischsprachiges Magazin zum Weltkino
- Maslohs.de Filmkritiken und mehr
- Maximum Cinema – Filmmagazin
- pressplay magazin
- filmverliebt.de
- Film plus Kritik – Online-Magazin für Film & Kino (Österreich)

## Englischsprachige Zeitschriften
- American Cinematographer
- Black Camera: A Micro Journal of Black Film Studies
- Black Film Review
- bright lights film – Portland, Oregon, seit 1995
- Camera Obscura – Feminist film theory, jetzt bei Duke University Press, 1976 nach einer Spaltung von Women and Film gegründet
- Canadian Journal of Film Studies
- chaosmag – indische Online-Filmzeitschrift
- CineAction, Kanada
- Cineaste
- Cinefantastique (USA seit 1970, spezialisiert auf die Genres Science-Fiction, Horror und Fantasy)
- Cinefex
- Cinémaction, Paris Schwerpunkt: Third Cinema
- Cinema Journal
- Documentary Box – (Yamagata, Japan, herausgegeben vom Dokumentarfilmfestival von Yamagata)
- DOX – documentary film magazine
- Electric sheep
- Empire
- Film & History, gegründet 1970
- Film Comment
- Film Criticism
- Film Culture (1955–1996), gegründet von Jonas Mekas
- Film History (New York), gegründet 1987
- Film International – Iranian Film Quarterly
- Film Quarterly (Berkeley, gegründet 1945 als Hollywood Quarterly)
- Framework
- Journal of film, video & monographs
- Journal of film preservation
- Jump Cut
- Kinoeye – New perspectives on European film
- Little White Lies
- Monthly Film Bulletin
- Rouge (online only)
- SciFiNow (Filme aus den Bereichen Science Fiction, Fantasy & Horror)
- Screen, gegründet 1969
- Screening the past
- Senses of Cinema – Onlinezeitschrift mit Lexikon zu Filmregisseuren
- SFX (Filme aus den Bereichen Science Fiction, Fantasy & Horror)
- Sight & Sound (London, gegründet 1932, erscheint monatlich)
- Studies in European Cinema
- Total Film
- Variety
- Wide Angle
- Women and Film (1972–1975)

## Französischsprachige Zeitschriften
- 1895 (seit 1986)
- 24 images (seit 1979, herausgegeben in Montreal, Kanada)
- L'avant-scène cinéma
- Cahiers du cinéma (seit 1951)
- Ciné Live (seit 1997)
- Ciné Zine Zone (1978–2003)
- Cinéma
- CinémAction (seit 1978)
- Cinergie – belgisches Kino
- Cinergon
- Écrans d'Afrique (seit 1992)
- Image et son
- L'Écran fantastique
- Le Film français (seit 1944)
- Jeune cinéma
- Le Journal du Ciné-Club, dann Cinéa, dann Cinea-Ciné pour tous, dann Cina, dann Cinea et Ciné pour tous. (Zunächst eine Wochenschrift, erscheint dann zweiwöchentlich freitags, dann zweimonatlich, schließlich monatlich). Chefredakteur: Louis Delluc (1920–1924), gilt als erste künstlerisch anspruchsvolle Filmzeitschrift Frankreichs.
- Le technicien du film (1954–2006, dann nach einer kurzen Pause, seit 2007 unter dem Namen Profession Film)
- Mad Movies (seit 1972)
- Midi Minuit Fantastique (1962–?)
- Positif (seit 1952)
- Première (seit 1976)
- Score (seit 2002)
- Starfix
- Studio magazine (seit 1987)
- Trafic (seit 1991)

## Italienische Zeitschriften
- Bianco e Nero
- Cinema nuovo
- Fellini Amarcord

## Spanischsprachige Zeitschriften
- Active!
- Análisis Abyecto
- Archivos de la Filmoteca (1989)
- La Butaca
- Butacacero.com
- Cine Ieti
- Cine Informe
- Cine por la Red
- Cinemaniacos
- Cinestrenos
- Cine y más (1980)
- Dirigido por (1972)
- Fila Siete
- F.I.L.M.E Magazine (2011)[4]
- Fotogramas y video (1946)
- Gaceta del Cine y Hitsville, La
- Imágenes de actualidad (1984)
- Interfilms (1987)
- Música del cine (1990)
- Nickel Odeon
- Nosferatu (1989)
- Noticine
- Pantalla 3 (1981)
- Proyector, El
- Rumores de cine
- Sunrise
- Travelín
- Tu Cine Portal
- Viridiana (1991)